# Blood Sugar Baby
Blood Sugar Baby es una película chilena rodada en 2014, dirigida por Igal Weitzman y con las actuaciones de Carolina Parsons, Aurélien Wiik, Vesta Lugg, Ariel Levy, Andrés Gómez y Catherine Bossans, entre otros. La película fue exhibida en el Marché du Film del Festival de Cannes y en SANFIC. Su estreno en salas comerciales está previsto para mediados de 2015 en Chile y México.

## Sinopsis
Laura es una mujer que ha logrado escapar de las manos de un peligroso gánster. Con una motocicleta, un bolso lleno de dinero y armas, se lanza a la carretera sin rumbo fijo, intentando dejar atrás su tormentoso pasado. Se alojará en la casa de una familia que habita en un despoblado, sin estar extensa de situaciones insospechadas.

## Reparto
- Carolina Parsons como Laura.
- Aurélien Wiik como Mirko.
- Vesta Lugg como Julie.
- Ariel Levy como Billy.
- Peter Rock como Don Fabiano.
- Andrés Gómez como Big Al.
- Catherine Bossans como Mom.
- Eyal Meyer como Yuri.
- Felipe Pizarro como Yoshida.
- Matías Stevens como Sheriff.